# الشوانكارة

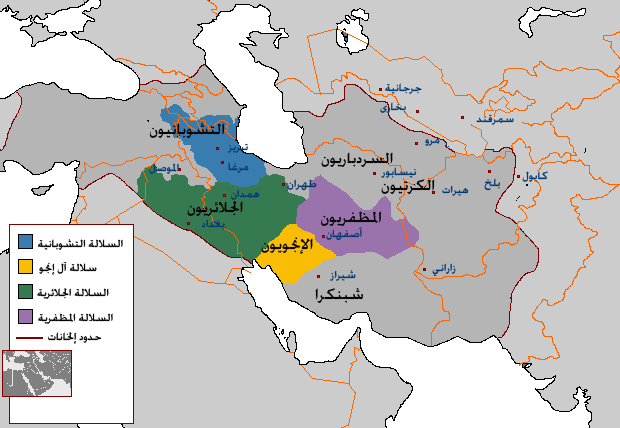

الشوانكارة أو شبانكاره هي قبيلة من إيران. زعموا أنهم ينحدرون من الملك الإيراني الأسطوري مانوشهر، الذي نُفي من أصفهان إلى شرق فارس على يد الشاه عضد الدولة (حكم 949-983). حكمت القبيلة في أرض آبائها في بلاد فارس من عام 448 إلى 756هـ (1056-1355 م)

## النسب
تنسب السلالة بأنها من: نظام الدين حسن بن إبراهيم بن يحيى بن يوسف بن يعقوب بن إسماعيل بن مهمونه بن يحيى بن مبارز بن إبراهيم بن محمد بن إسماعيل بن مرزبان بن يزدجرد بن شهريار بن خسرو بن هرمز بن نوشيروان بن قباد. ويقال أنهم من أسباط أردشير بابكان مؤسس ملك الساسانيين. الشوانكارة أكراد فروا من بلاد الكرد إلى بلاد فارس وسبب تسميتهم بهذا الاسم هو اشتغالهم بالرعي.

## الملوك
يروي ابن البلخي عن أحوال الشوانكارة أنهم كانوا رعاة في فارس لا شهرة لهم وشغلهم رعاية المواشي وجمع الحطب والارتزاق، وفي نهاية عصر الديالمة البويهيين بدء أمرهم يزدهر على يد فضلويه ثم قوت شوكتهم تدريجيا إلى أن أصبح جميع الشوانكارة مسلحين ذو قوة عسكرية وإقطاعيين.
وكان ملوك الشوانكارة 15 ملكاً كالتالي:
| التسلسل | اسم الملك                             | مدة الحكم | مدة الحكم |
| التسلسل | اسم الملك                             | من        | إلى       |
| ------- | ------------------------------------- | --------- | --------- |
| 1       | فضلويه                                | 448هـ     | 459هـ     |
| 2       | نظام الدين يحيى بن حسن                | 459هـ     | ؟         |
| 3       | نظام الدين محمود بن نظام الدين يحيى   | ؟         | ؟         |
| 4       | قطب الدين مبارز                       | ؟         | 624هـ     |
| 5       | ملك مظفر الدين محمد بن المبارز        | 624هـ     | 658هـ     |
| 6       | قطب الدين مبارز بن ملك مظفر الدين     | 658هـ     | 659هـ     |
| 7       | نظام الدين حسن بن محمد مظفر الدين     | 659هـ     | 662هـ     |
| 8       | نصرة الدين إبراهيم بن محمد مظفر الدين | 662هـ     | 664هـ     |
| 9       | جلال الدين طيب شاه                    | 664هـ     | 681هـ     |
| 10      | بهاء الدين إسماعيل أخو طيب شاه        | 681هـ     | 688هـ     |
| 11      | نظام الدين حسن بن طيب شاه             | 688هـ     | 725هـ     |
| 12      | نصرة الدين إبراهيم بن إسماعيل         | 725هـ     | ؟         |
| 13      | ملك ركن الدين حسن                     | ؟         | ؟         |
| 14      | جمشيد بن إسماعيل                      | 735هـ     | 742هـ     |
| 15      | ملك أردشير                            | 742هـ     | 756هـ     |